# Cybaeus fujisanus
Cybaeus fujisanus är en spindelart som beskrevs av Takeo Yaginuma 1972. Cybaeus fujisanus ingår i släktet Cybaeus och familjen vattenspindlar. Inga underarter finns listade i Catalogue of Life.